# تری‌فنیل‌تین هیدرید
تری‌فنیل‌تین هیدرید (به انگلیسی: Triphenyltin hydride) یک ترکیب شیمیایی با شناسه پاب‌کم ۶۴۶۰ است. شکل ظاهری این ترکیب، بی‌رنگ است.